# Khoratosuchus
Khoratosuchus — вимерлий рід крокодиломорфів неосухії, який існував на північному сході Таїланду на початку крейдяного періоду. Його типовим видом є Khoratosuchus jintasakuli. Хоратозух є наймолодшим і найрозвиненішим мезозойським крокодилоподібним, відомим у Таїланді. Він має кілька відмінних рис, які допомагають визначити його філогенетичне положення серед крокодиломорфів, включаючи вторинні хоани, розташовані відносно ззаду та майже оточені крилоподібними кістками на піднебінні, і гладку дорсальну поверхню черепа.